# Heartbeat (empresa)
Heartbeat (a veces Heart Beat) era una empresa desarrolladora de videojuegos japonesa, famosa por el desarrollo de la sexta y séptima entrega de Dragon Quest. Heartbeat también desarrollo una remake de Dragon Quest IV. Los planes para localizar esta remake en Estados Unidos fueron detenidos cuando los empleados de Heartbeat decidieron tomarse un descanso. La compañía declaró que el motivo fue "el aumento de los costos de desarrollo", a pesar del gran éxito económico de sus juegos. La compañía ya no existe pero muchos de sus miembros han creado Genius Sonority, una compañía que desarrolla juegos para Nintendo.

## Juegos

### Super NES
- Dragon Quest III (remake)
- Dragon Quest VI

### PlayStation
- Dragon Quest VII
- Dragon Quest IV (remake)